# Liste der Kulturdenkmäler in Dünfus
In der Liste der Kulturdenkmäler in Dünfus sind alle Kulturdenkmäler der rheinland-pfälzischen Ortsgemeinde Dünfus aufgeführt. Grundlage ist die Denkmalliste des Landes Rheinland-Pfalz (Stand: 21. September 2023).

## Einzeldenkmäler
| Bezeichnung                               | Lage                                    | Baujahr                  | Beschreibung                                                                                     | Bild                           |
| ----------------------------------------- | --------------------------------------- | ------------------------ | ------------------------------------------------------------------------------------------------ | ------------------------------ |
| Hofanlage                                 | Bergstraße 5 Lage                       | 18. Jahrhundert          | Fachwerkhaus, teilweise massiv, Krüppelwalmdach, 18. Jahrhundert, Scheune; bauliche Gesamtanlage | BW                             |
| Brunnen                                   | Brachtendorfer Weg, bei Nr. 2 Lage      | 18. oder 19. Jahrhundert | Ziehbrunnen, Walmdachbau, 18. oder 19. Jahrhundert                                               | BW                             |
| Brunnen                                   | Brunnenstraße Lage                      |                          | Ziehbrunnen                                                                                      | weitere Bilder Fotos hochladen |
| Katholische Filialkirche St. Bartholomäus | Kirchstraße Lage                        | um 1688                  | Saalbau, um 1688; Wegekreuz, Basalt, bezeichnet 1754                                             | weitere Bilder Fotos hochladen |
| Wohnhaus                                  | Kirchstraße ohne Nummer Lage            | 18. Jahrhundert          | Fachwerkhaus, teilweise massiv, verputzt, 18. Jahrhundert (?)                                    | BW                             |
| Wegekapelle                               | südwestlich des Ortes an der L 108 Lage | 19. Jahrhundert          | Wegekapelle, oktogonaler Putzbau, 19. Jahrhundert                                                | weitere Bilder Fotos hochladen |